# Алемани
Алема́ни (від герм. alamanni ; алем. Alemanne, нім. Alamannen, Alemannen) — група західно-германських племен, які мали свої первісні поселення південніше франків — від вигину середнього Рейну до Дунаю.

## Історія
Незважаючи на відсутність єдності серед племінної аристократії та сильного короля, їх союз вже на початку 3-го ст. став великою загрозою для Риму. Випереджаючи події, римський імператор Каракалла у 213 здійснив проти них успішний похід.
Другий етап боротьби Риму з алеманами почався у 231 і тягнувся до кінця століття з перемінними успіхами, хоча алемани поступово просувалися до верхів'їв Рейну та Дунаю. Створення Галльської імперії на певний час загальмувало проникнення германських племен на правий берег Рейну. Після смерті римського намісника в Галлії Аеція, переможця Аттіли на Каталаунських полях у 451, алемани на чолі із Гібульдом у 454 перейшли Рейн і зайняли територію Ельзасу і просунулися на південь до Безансону, аж поки не були зупинені бургундами. Крім того, експансія алеманів була також спрямована на схід, у північні римські провінції Рецію та Норік. Підкорене місцеве населення разом з алеманами взяло участь у формуванні пізнішого великого германського племені баварів. Створене алеманами королівство не вистояло у боротьбі з іншими германськими племенами — франками, готами і бургундами і припинило існування.

## Назва
Згідно з Асинієм Квадратом, на якого посилався в середині 6-го століття візантійський історик Агафій Allemani означає «всі люди», «всі мужі». Це значить, що це збірна назва багатьох різних германських племен. Вважається, що самі алемани називали себе «свевами».
«Алеманами» досі називають німців у французькій (Allemands), іспанській, португальській і турецькій та татарській мовах.